# Bamberg
Bamberg este un oraș de tip district urban (în germană: kreisfreie Stadt) din regiunea administrativă Franconia Superioară, landul Bavaria, Germania. Este în același timp și sediul districtului rural (în germană Landkreis) Bamberg, din care însă administrativ nu face parte.

## Istoric
Prima atestare documentară a orașului Bamberg datează din anul 902, cu menționarea titlului Castrum Babenberch, este cea din cronica lui Regino de Prüm. Bamberg a fost un important centru de pelerinaj. Biserica a jucat un rol esențial în dezvoltarea sa. În anul 1007 un sinod alcătuit din șapte arhiepiscopi și 27 de episcopi, întrunit la Frankfurt, a decis, la cererea regelui Heinrich al II-lea - devenit mai târziu împărat -, înființarea  Diecezei de Bamberg, unde se afla reședința lui. Dorința redelui era deopotrivă politică și religioasă, Heinrich fiind pios. Imediat după acceptul sinodului, Heinrich al II-lea a început construirea catedralei episcopale. 
În anul 1046 cardinalul Suidger a fost ales papă și și-a luat numele de Clement al II-lea. Conform dorinței sale, a fost înmormântat în Domul din Bamberg.
În secolul al XII-lea Dieceza de la Bamberg a devenit punctul de plecare al misionarilor, deoarece de aici au plecat pelerinajele spre Pomerania organizate de episcopul Otto. Privit de sus, orașul Bamberg are patru biserici, cu domul aflat în mijlocul unei cruci latine. Specialiștii presupun că această amplasare a fost făcută dinadins, domul fiind poarta spre Ierusalimul ceresc.
Bamberg a cunoscut o înflorire culturală și mai târziu socială deosebită în secolele al XVII-lea și al XVIII-lea: orașul este modelat în stil baroc. A fost construit un spital general, primul spital public cu aparatură modernă din Germania.
În 1802-1803, odată cu secularizarea averilor bisericești, mănăstirea de la Bamberg a trecut sub administrația statului Bavaria. În anul 1817 Dieceza de Bamberg a fost ridicată la rangul de arhidieceză.
În anul 1993 centrul istoric al orașului a fost înscris în lista patrimoniului mondial UNESCO.

## Stema orașului
Stema, aprobată în anul 1953, are ca fond o temă folosită încă din 1211: Sfântul Gheorghe, protectorul spiritual al orașului.

## Obiective turistice
- Domul din Bamberg, secolul al XIII-lea
- Alte Hofhaltung, din secolele XIII-XVIII (stilurile, în ordine cronologică: romanic, gotic, Renaissance)
- Mănăstirea Michelsberg, începută în secolul al XII-lea, cu multiple lucrări de restaurare și  modificare în cursul secolelor următoare (în forma actuală din secolul al XVIII-lea)

## Personalități
- Berthold de Andechs-Merania (1180-1251), voievod al Transilvaniei
- Christophorus Clavius (1538-1619), astronom, inițiatorul calendarului gregorian
- Thomas Gottschalk (n. 1950), actor și moderator de televiziune

## Galerie de imagini

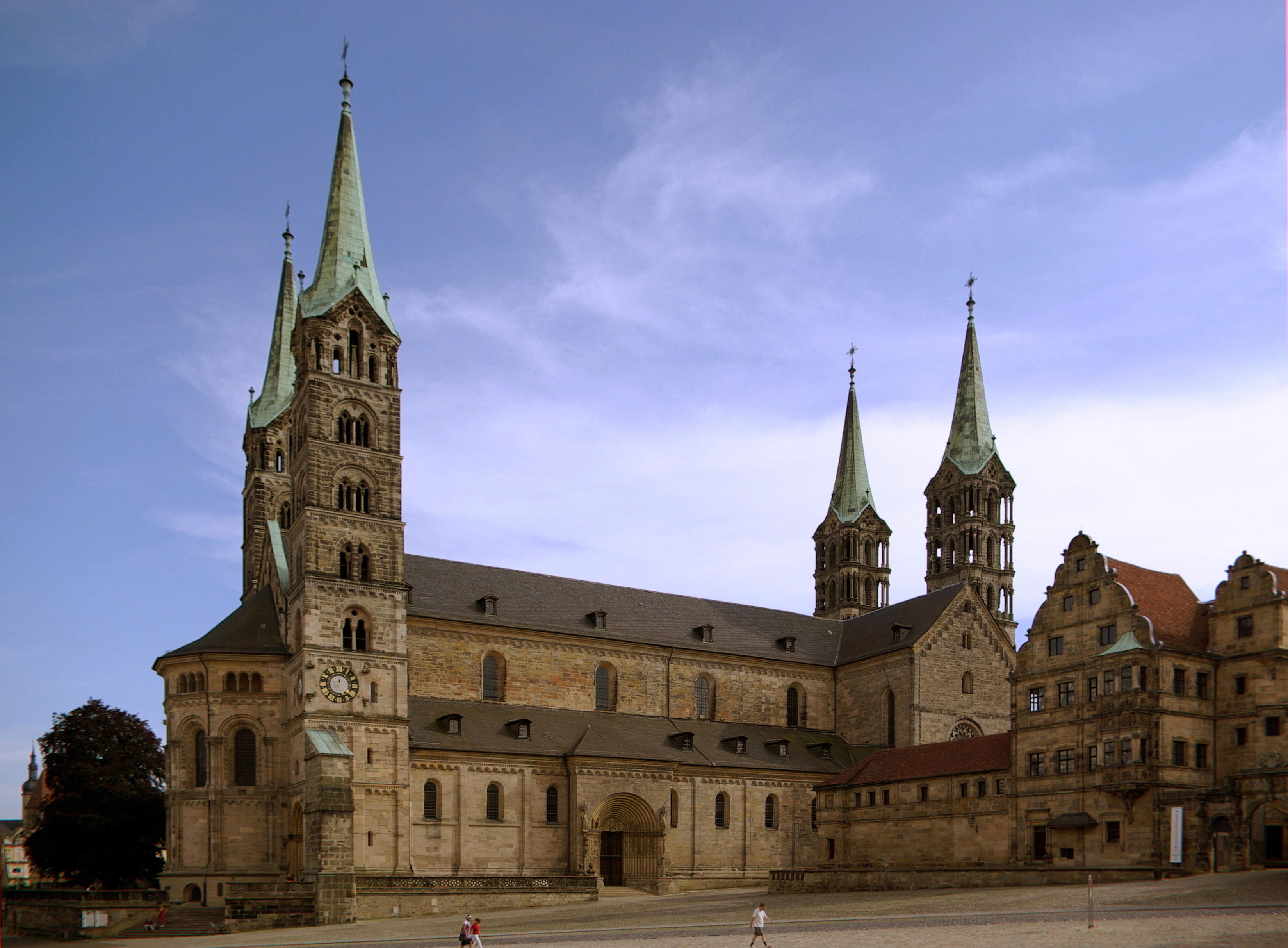
Domul din Bamberg
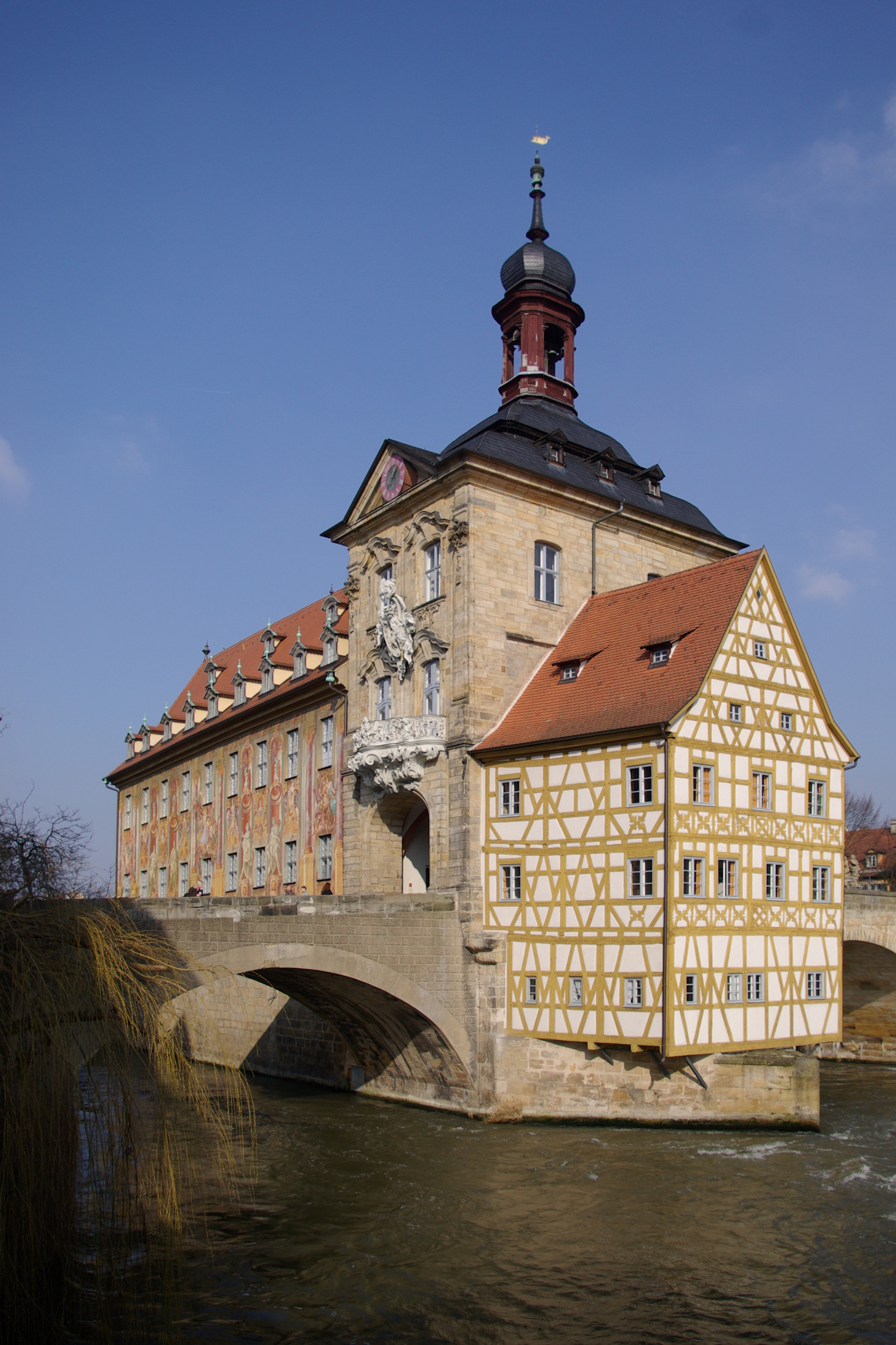
Bamberg – Vechea Primărie așezată pe râul Regnitz
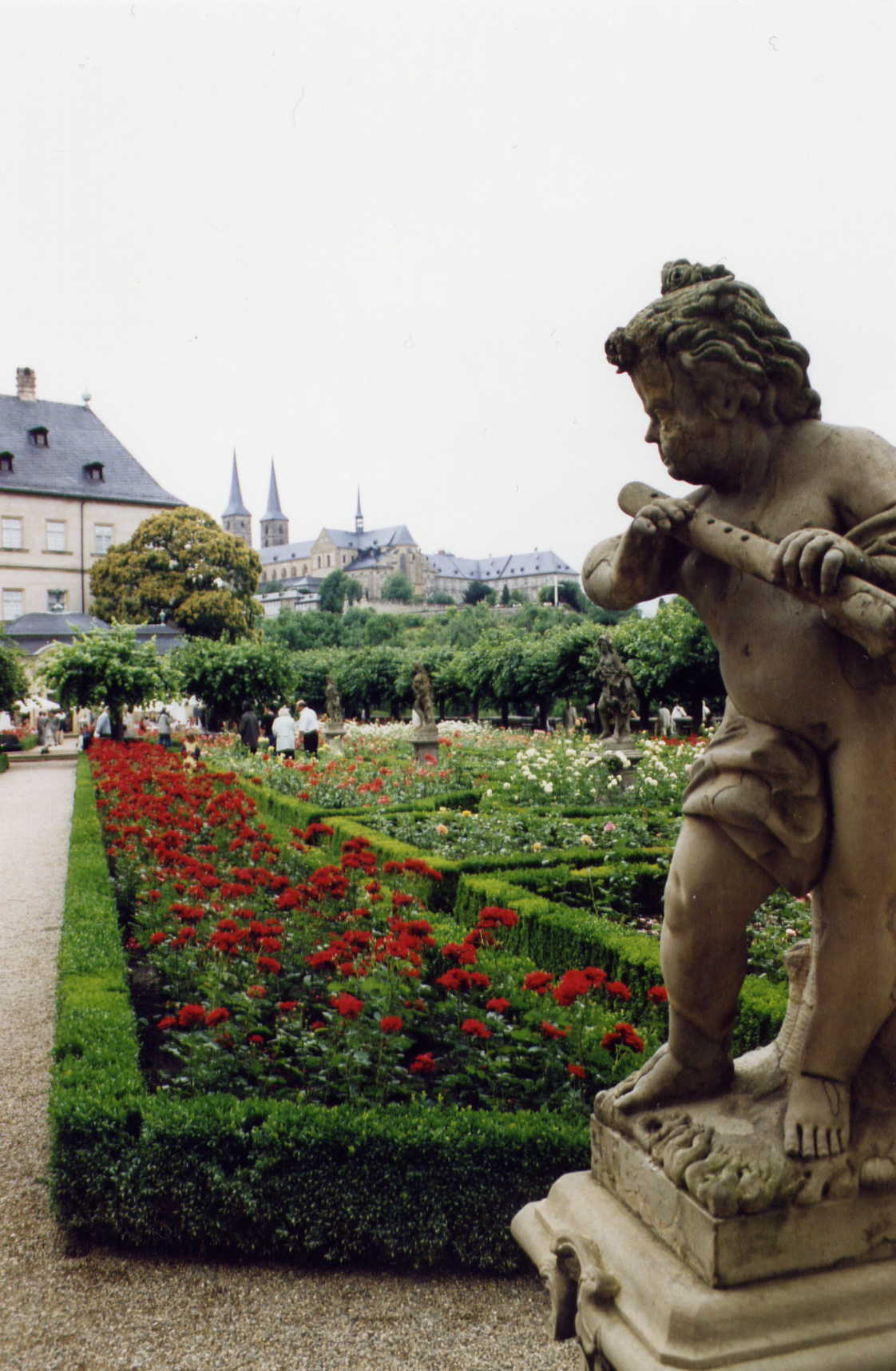
Bazilica Sf. Mihail văzută din Grădina de trandafiri a rezidenței
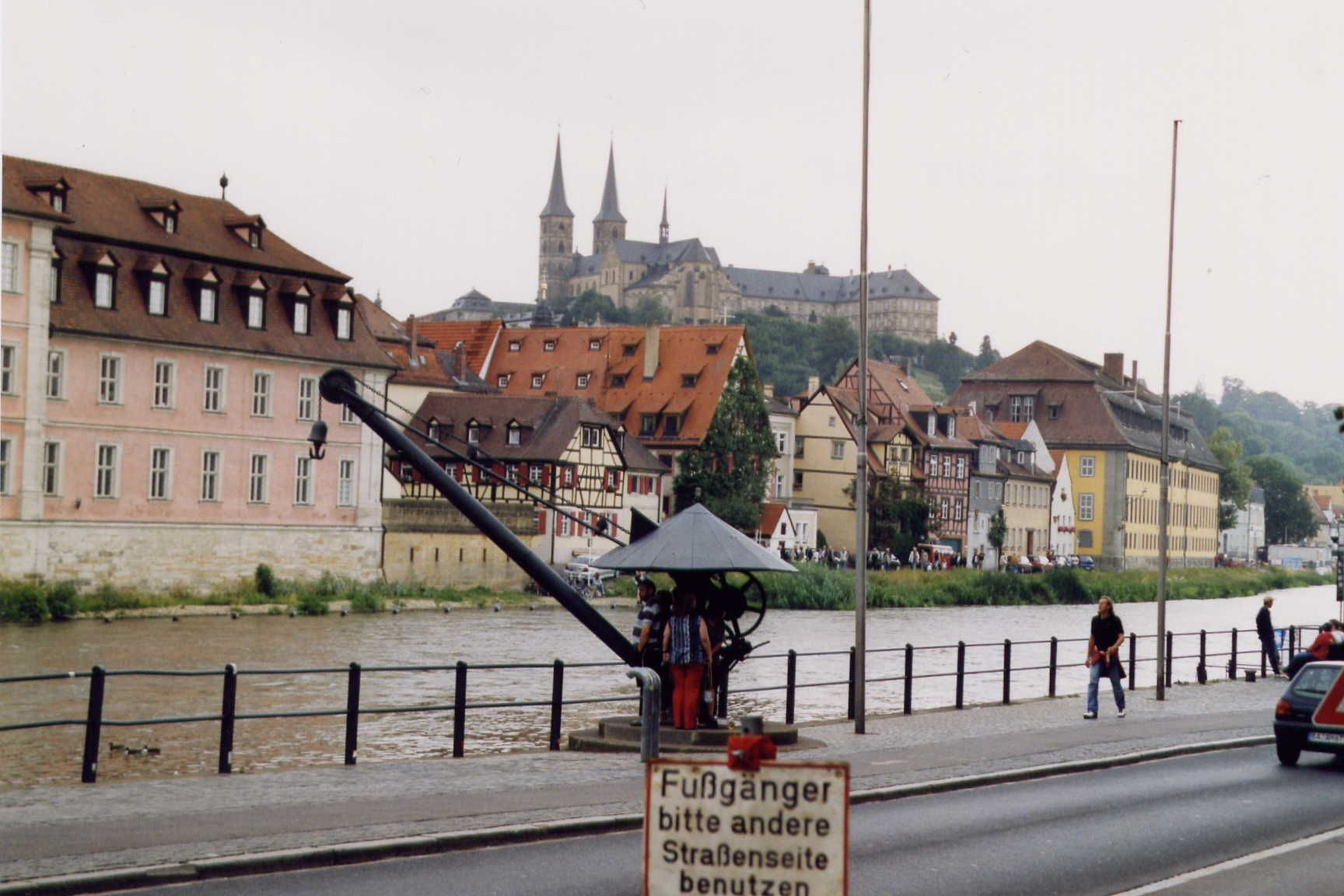
Bazilica Sf. Mihail văzută de pe malul râului Regnitz